# 学校法人徳島城南学園
学校法人徳島城南学園（がっこうほうじんとくしまじょうなんがくえん）とは、徳島県板野郡板野町に置く学校法人。

## 沿革
- 1943年（昭和18年） - 徳島市南昭和町に土木科と建築科を置く徳島工科学校を開校。徳島県知事より設立認可される。
- 1951年（昭和26年） - 徳島工科学校が徳島城南工業高等学校に改称。学校法人徳島城南工業高等学校となる。
- 1963年（昭和38年） - 自動車科を増設。
- 1969年（昭和44年） - 土木科、建築科を建設科に改組。
- 1973年（昭和48年） - 学校法人徳島城南学園に組織変更。徳島工業短期大学自動車工業学科として文部大臣（現：文部科学大臣）より設置認可される。

## 学園
| 学校名               | 創立   | 備考                             |
| -------------------- | ------ | -------------------------------- |
| 徳島工業短期大学     | 1973年 | 自動車工業学科を設置。           |
| 徳島城南工業高等学校 | 1943年 | 旧名は徳島工科学校で現在は廃校。 |

## 歴代理事長
| 代   | 氏名       | 就任年 | 退任年 |
| ---- | ---------- | ------ | ------ |
| 初代 | 近藤安次郎 | 1943年 | 1990年 |
| 2    | 近藤吉克   | 1990年 | 2009年 |
| 3    | 近藤孝造   | 2009年 | 現在   |